# Pseudolella cephalata
Pseudolella cephalata är en rundmaskart som beskrevs av Nathan Augustus Cobb 1920. Pseudolella cephalata ingår i släktet Pseudolella och familjen Axonolaimidae. Inga underarter finns listade i Catalogue of Life.